# Matti Kuusi

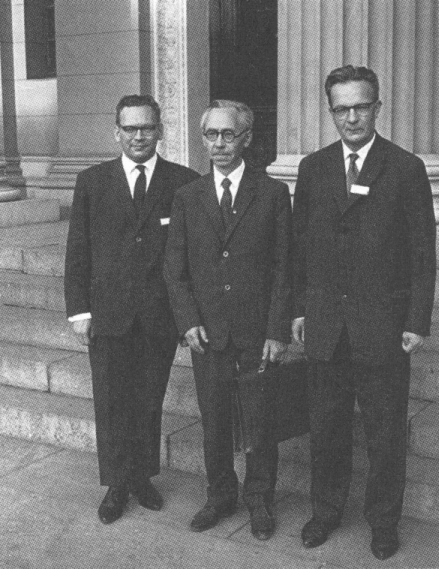
Folkloristas Ülo Tedre, August Annist y Matti Kuusi en Helsinki, 1965.

Matti Akseli Kuusi (25 de marzo de 1914, Helsinki – 16 de enero de 1998, Helsinki) fue un finlandés folklorista, paremiógrafo y paremiólogo. Escribió varios libros y numerosos artículos sobre folklore finlandés. Fue el primero en crear un sistema de clasificación de proverbios similar al Aarne-Thompson para cuentos: el sistema internacional de clasificación de proverbios. Animado por Archer Taylor  fundó la revista Proverbium: Bulletín d'Información sur les Recherches Parémiologiques, publicado de 1965 a 1975 por la Society for Finnish Literature, siendo reeditada más tarde como Proverbium: International Yearbook of Proverb Scholarship. Era miembro de la noble familia Granfelt, pero su padre había adaptado su apellido original sueco para poner de manifiesto sus afinidades políticas.
Durante su época de estudiante en los años 30, Matti Kuusi estuvo involucrado en organizaciones políticas nacionalistas. En los 50 fue nombrado profesor de folklore en la Universidad de Helsinki, y más tarde nombrado miembro de la Academia de Finlandia, llegando a ser un renombrado intelectual en su país. 
Llevó a cabo una colección de "900 tipos de proverbios balto-fineses con paralelos en ruso, báltico, alemán y escandinavo", descrita como uno de los "principales diccionarios multilingües de proverbios". A pesar de que su especialidad investigadora era la poesía épica y finlandesa, desarrolló los estudios de folklore en Finlandia animando la investigación en leyendas urbanas así como la cultura pop. También se interesó por el folklore africano. 
Su hija, Outi Lauhakangas, ha continuado la labor de su padre. 